# Wenn es die Liebe will
Singles de Mireille Mathieu
La Paloma ade
(1973) Und der Wind wird ewig singen 
(1974)
Wenn es die Liebe will est une chanson en allemand de Mireille Mathieu sorti en Allemagne en 1974 sous le label Ariola. La chanson fut également interprétée en français sous le titre L'amour oublie le temps en 1974.